# 巴爾切塔縣

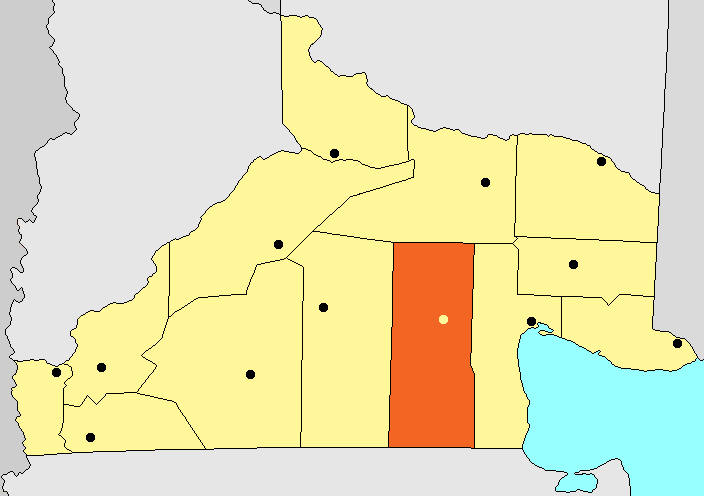

40°40′15″S 66°10′3″W / 40.67083°S 66.16750°W
巴爾切塔縣（西班牙語：Departamento Valcheta），是阿根廷的縣份，位於該國中部內格羅河省，首府設於巴爾切塔，面積20,457平方公里，2010年人口7,101，人口密度每平方公里0.3人。